# Колос (ансамбль)

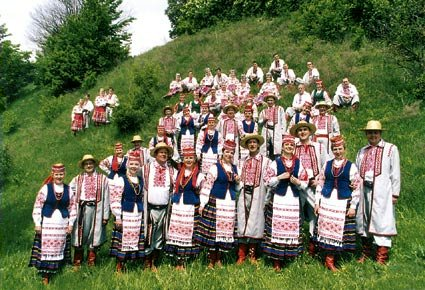
Ансамбль «Колос»

«Колос» — заслужений народний ансамбль пісні і танцю з смт. Торчина Луцького району Волинської області.
Ансамбль «Колос» є лауреатом багатьох всеукраїнських та міжнародних фольклорних фестивалів, має десятки престижних нагород. І звання «народний» (присвоєне 1964 року) та «заслужений» (1967) — це не просто офіційне, державне визнання здобутків колективу на ниві рідної культури, а правдиві ознаки форми і змісту його багаторічної діяльності.
Цей творчий колектив, який народився на щедрій, багатій фольклорними традиціями волинській землі більше як 50 років тому, став гордістю мистецької України. «Колос», як співається в одній із його пісень, — це «барва життя золота», це ніжна мелодія, іскрометний танок, все те, що збагачує людську душу, підносить її над буденністю, дарує натхнення.

## Керівники
Художній керівник та диригент — Олександр Огородник.
Балетмейстер — к
.
Керівник оркестру - Ярослав Найда

## Репертуар
Записи на youtube:
- Ансамбль пісні і танцю Колос